# Антонис Фоцис
Антонис Фоцис (грч. Αντώνης Φώτσης; Маруси, Грчка, 1. април 1981) је грчки кошаркаш. Игра на позицији крилног центра, а тренутно наступа за Илисијакос.

## Успеси

### Клупски
- Панатинаикос:
  - Евролига (3): 2000, 2009, 2011.
  - Првенство Грчке (10): 1998, 1999, 2000, 2001, 2003, 2009, 2010, 2011, 2014, 2017.
  - Куп Грчке (6): 2003, 2009, 2014, 2015, 2016, 2017.

- Реал Мадрид:
  - Првенство Шпаније (1): 2005.

- Динамо Москва:
  - УЛЕБ куп (1): 2006.

### Појединачни
- Најбољи млади играч Првенства Грчке (1): 2001.
- Најкориснији играч Ол-стар утакмице Грчке (1): 2011.
- Учесник Ол-стар утакмице Првенства Грчке (6): 2001, 2003, 2009, 2010, 2011, 2014.

### Репрезентативни
- Европско првенство до 18 година :  1998.
- Европско првенство:  2005.
- Светско првенство:  2006.
- Европско првенство:  2009.